# Amiri Baraka
Amiri Baraka, właśc. Everett LeRoi Jones (ur. 7 października 1934 w Newark, zm. 9 stycznia 2014 tamże) – amerykański poeta, pisarz i krytyk muzyczny.
Studiował religię i filozofię na Rutgers University, Howard University oraz Columbia University, nie uzyskawszy dyplomu. W 1954 wstąpił do armii.
W tym samym roku przeniósł się do Greenwich Village, gdzie zainteresował się jazzem. Tam spotkał się również z początkującym ruchem Beat Generation, który miał duży wpływ na jego poezję. W 1958 założył wydawnictwo "Totem Press", które wydało m.in. Jacka Kerouaka i Allena Ginsberga.
Działacz ruchu Black Power, wpłynął na radykalizację amerykańskiej literatury murzyńskiej.
W 1965 przyjął nazwisko Amiri Baraka.
Pisał poezje, utwory dramatyczne, eseje, publicystykę.